# Nephrotoma cristiformis
Nephrotoma cristiformis är en tvåvingeart som beskrevs av Alexander 1975. Nephrotoma cristiformis ingår i släktet Nephrotoma och familjen storharkrankar.
Artens utbredningsområde är Nigeria. Inga underarter finns listade i Catalogue of Life.